# Кларк (округ, Кентукки)
Кларк (англ. Clark County) — округ в США, штате Кентукки. По состоянию на 2010 год, численность населения составляла 35 613 человек. Был основан в 1793 году, получил своё название в честь американского генерала Джорджа Роджерса Кларка.

## География
По данным Бюро переписи США, общая площадь округа равняется 661 км², из которых 659 км² суша и 2 км² или 0,33 % это водоёмы.

### Соседние округа
- Бурбон (Кентукки) — север
- Монтгомери (Кентукки) — северо-восток
- Пауэлл (Кентукки) — северо-восток
- Эстилл (Кентукки) — северо-восток
- Мадисон (Кентукки) — юго-запад
- Фейетт (Кентукки) — северо-запад

## Демография
По данным переписи населения 2000 года в округе проживает 33 144 жителя в составе 13 015 домашних хозяйств и 9 553 семьи. Плотность населения составляет 50 человек на км². На территории округа насчитывается 13 749 жилых строений, при плотности застройки 21 строений на км². Расовый состав населения: белые — 93,60 %, афроамериканцы — 4,77 %, коренные американцы (индейцы) — 0,17 %, азиаты — 0,20 %, гавайцы — 0,01 %, представители других рас — 0,53 %, представители двух или более рас — 0,71 %. Испаноязычные составляли 1,19 % населения независимо от расы .
В составе 33,40 % из общего числа домашних хозяйств проживают дети в возрасте до 18 лет, 57,90 % домашних хозяйств представляют собой супружеские пары проживающие вместе, 12,10 % домашних хозяйств представляют собой одиноких женщин без супруга, 26,60 % домашних хозяйств не имеют отношения к семьям, 22,80 % домашних хозяйств состоят из одного человека, 9,40 % домашних хозяйств состоят из престарелых (65 лет и старше), проживающих в одиночестве. Средний размер домашнего хозяйства составляет 2,51 человека, и средний размер семьи 2,95 человека.
Возрастной состав округа: 24,80 % моложе 18 лет, 8,10 % от 18 до 24, 30,30 % от 25 до 44, 24,30 % от 45 до 64 и 12,40 % от 65 и старше. Средний возраст жителя округа 37 лет. На каждые 100 женщин приходится 93,60 мужчин. На каждые 100 женщин старше 18 лет приходится 89,80 мужчин.
Средний доход на домохозяйство в округе составлял 39 946 USD, на семью — 45 647 USD. Среднестатистический заработок мужчины был 35 774 USD против 24 298 USD для женщины. Доход на душу населения был 19 170 USD. Около 8,40 % семей и 10,60 % общего населения находились ниже черты бедности, в том числе — 14,60 % молодёжи (тех кому ещё не исполнилось 18 лет) и 11,70 % тех кому было уже больше 65 лет.